# All'alba giunse la donna
All'alba giunse la donna (The Capture) è un film western del 1950 diretto da John Sturges.

## Trama
Linley Vanner, inseguito dalla polizia nelle contrade petrose e desolate del Messico, è ferito al braccio destro, ed ha una curiosa preoccupazione, quella di non riuscire ad alzare entrambe le braccia qualora fosse stato braccato dagli inseguitori, i quali, credendolo un trucco, avrebbero potuto sparargli nonostante la sua intenzione di arrendersi. Per particolare che possa sembrare, un fatto del genere era già accaduto. Linley, rifugiatosi nottetempo presso la residenza di padre Gomez, inizia a raccontarglielo.
Circa un anno prima Earl C. Mahoney, sovrintendente di una compagnia petrolifera per la quale anche Linley lavorava, raccontava di essere stato assaltato e rapinato da un uomo mentre stava portando le buste paga nei locali dell'azienda: scortato da quattro guardie, tre di esse erano state uccise, e la quarta, il caporale Valdez, era stata ferita. Una posse, capitanata da Mahoney stesso, era stata organizzata per catturare il delinquente. Di essa Linley non aveva fatto parte, ma, resosi conto della direzione sbagliata che il gruppo di armati aveva preso, decide infine – anche su pressione dell'ambiziosa fidanzata Luana – di avventurarsi da solo, a cavallo, verso il passo montano dove riteneva più probabile che si trovasse l'omicida. Giunto in loco, Linley incontra tale Sam Tevlin, altro dipendente della ditta e presunto assassino e rapinatore, che si nasconde dietro le rocce. Linley gli intima di arrendersi; Sam alza un braccio e grida qualcosa, alla distanza, di incomprensibile: Linley, temendo un agguato, impulsivamente gli spara, ferendolo, pare, non gravemente. In effetti Sam non poteva alzare l'altro braccio, perché era ferito.
Linley conduce Sam alla sede della compagnia, dove il presunto delinquente muore, proprio a seguito – come dice il dottore – della revolverata di Linley, rivelatasi più grave di quanto non si credesse. Paradossalmente, Linley viene considerato un eroe, per aver catturato da solo Sam Tevlin, e l'azienda gli offre un elevato compenso in denaro, che egli, tuttavia - mentre inizia a essere roso dai sensi di colpa -, rifiuta (il che provoca la rottura del fidanzamento con l'avida Luana); persino un trafiletto sul giornale, con tanto di sua fotografia, lo descrive come un valoroso (e Linley – più come ammonizione morale che come attestazione pubblica di eroismo – ne conserva il ritaglio nel portafoglio).
Linley, sconvolto dagli avvenimenti, si licenzia dalla compagnia petrolifera e vuole iniziare una nuova vita e cambiare aria. Destino vuole che, sul treno che lo sta portando in una località scelta a caso, viaggi pure la salma di Sam, ricevuta alla stazione di Los Santos (residenza di Tevlin) dalla sua vedova, Ellen Tevlin, che Linley intravede per qualche secondo nell'oscurità notturna. Qualcosa deve essersi mosso nell'animo di Linley, perché, poco tempo dopo, egli si fa assumere, sotto falso nome, al ranch di Ellen. Egli intrattiene un buon rapporto anche con Mike, il figlioletto di lei (e di Sam); ma non passa molto tempo prima che Ellen, curiosando fra gli effetti personali di Linley, scopra il ritaglio di giornale, e quindi la vera identità del suo nuovo lavorante.
A seguito di ciò, in una sorta di malcelata vendetta, Ellen sottopone Linley ad ogni sorta di umiliazione, facendolo lavorare in turni infiniti. Ma giunge il momento del chiarimento, ed appare che il defunto Sam non tenesse in nessuna considerazione la moglie, e che il rapporto fra i due fosse pessimo: Ellen stava pensando, in un malato gioco psicologico, di punire Sam nella persona di Linley. Ad esplicazione avvenuta. Linley ed Ellen si scoprono innamorati e si sposano.
Alla festa di matrimonio sorge un battibecco fra il piccolo Mike e gli altri bambini, che lo prendevano in giro dicendo che era figlio di un delinquente. La colpevolezza di Sam non era mai stata veramente dimostrata, e Linley ha motivi di credere che egli fosse innocente (come del resto Sam aveva sempre asserito). Comincia dunque il tentativo di Linley di rendere giustizia alla memoria di Sam, ed acquietare in tal modo Mike. Egli incontra innanzitutto il caporale Valdez, che appare essere stato pagato da qualcuno per mantenere il silenzio sull'avvenimento: la sua eventuale testimonianza non può essere sfruttata, però, perché Valdez – oberato da chissà quali pensieri – si toglie la vita. Linley si rivolge allora a Earl C. Mahoney, che prove inequivocabili indicano essere stato l'autore della strage e della rapina delle buste paga. Sennonché, un confronto fra i due si risolve con Linley che uccide Mahoney per legittima difesa. Linley non ha particolare fiducia nelle forze dell'ordine, e dopo il fatto, fugge. La polizia lo insegue, e, durante la fuga, si ferisce al braccio destro, in modo da non poter più alzarlo.
È in tali condizioni che egli si presenta a padre Gomez, al quale aveva raccontato tutto. All'alba compare, fuori dall'abitazione, la polizia e la relativa posse. Non solo: si presenta anche Ellen, che aveva appena appreso dove si trovasse il marito, e, in accordo con le forze dell'ordine, voleva convincerlo ad arrendersi, fiduciosa nel fatto che la giustizia avrebbe trattato convenientemente il suo caso. Nulla da fare: Linley si dice intenzionato a combattere, a suon di proiettili, una battaglia persa in partenza, dato il superiore numero degli inseguitori.
Ellen si introduce nella casa del prete, poi, nelle concitate azioni che si susseguono, esce di nuovo, e cade. Linley la trascina dentro di nuovo, per sottrarla ad un eventuale fuoco nemico. La trascina con la mano destra. Il braccio destro funziona, quindi. Come spiega padre Gomez, Linley, corroso dai sensi di colpa, aveva inconsciamente voluto perire per lo stesso accidente per cui aveva fatto morire un uomo innocente, in una sorta di autopunizione.
Linley esce dalla casa alzando entrambe le braccia.

## Tagline
Killing a man is one thing... Loving his wife is another... both are DYNAMITE! (Uccidere un uomo è una cosa... Amare sua moglie è un'altra... entrambe sono DINAMITE!)